# Mesegar de Corneja
Mesegar de Corneja es un municipio de España perteneciente a la provincia de Ávila, en la comunidad autónoma de Castilla y León. Forma parte del partido judicial de Piedrahíta. En 2017 contaba con una población de 64 habitantes.

## Símbolos
El escudo heráldico y la bandera que representan al municipio fueron aprobados oficialmente el 26 de enero de 2011. El escudo se blasona de la siguiente manera:

«Escudo de forma española. De gules, un haz de espigas de oro atadas de cordón de lo mismo, fileteado de sable y acolado de báculo episcopal de plata puesto en palo. Jefe de Azur cargado en su centro del monograma de Santa María (una M y una A superpuestas) acompañado a derecha e izquierda de dos coronas de cuatro florones, tres de ellos vistos, de oro. Al timbre, corona real de España.»
Boletín Oficial de la Provincia de Ávila nº 56 de 22 de marzo de 2011

La descripción textual de la bandera es la siguiente:

«Bandera de dimensiones 2:3, tercia al asta. Sobre el paño rojo o gules de batiente, un haz de espigas amarillo o de oro, atado de lo mismo, acompañado a derecha e izquierda de dos báculos episcopales blancos o de plata confrontados y puestos en palo; el tercio al asta, de azul o azur cargado en su centro de monograma mariano (M y A superpuestas) blanco o de plata, acompañado en la parte superior e inferior de dos coronas reales de cuatro florones, tres de ellos vistos, de amarillo u oro.»
Boletín Oficial de la Provincia de Ávila nº 56 de 22 de marzo de 2011

## Geografía
La localidad está situada a una altitud de 1018 m s. n. m.
| Noroeste: Malpartida de Corneja | Norte: Becedillas, Tórtoles y Zapardiel de la Cañada | Noreste: Bonilla de la Sierra  |
| Oeste: Malpartida de Corneja    |                                                      | Este: Bonilla de la Sierra     |
| Suroeste: Piedrahíta            | Sur: Piedrahíta                                      | Sureste: San Miguel de Corneja |

## Historia
De la Edad Moderna se conserva un documento de 1516 de ley de vecindad: vecindades entre las villas de Piedrahíta y Bonilla de la Sierra.

....En el lugar de Mesegar, aldea o término e jurediçión de la villa de Bonilla de la Sierra, treze días del mes de jullio, año del Nasçimento de Nuestro Salvador Jhesu Christo de mill e quinientos e diez e seis años, estando juntos en la yglesia de Santa Ana del dicho lugar los señores justiçia e regidores de las villas de Piedrahíta e Bonilla a dar asiento en las buenas vezindades de entre anbas las dichas villas, por bien de paz e concordia e buenas vezindades conviene a saber: por las dichas villas, los nobles e muy vertuosos cavalleros Bernalde de Mata gobernador del señorío del muy magnífico señor el señor obispo de Ávila, e Alonso de Gumiel, alcayde e corregidor en la dicha villa de Piedrahíta e corregidor en las villas del Barco e del Mirón por el muy yllustre e muy magnífico señor el duque Dalva, marqués de Coria, nuestro señor; e por la dicha villa los señores Francisco de Barrientos e Gonçalo Ramírez e García de Vergas e Francisco de Vergas, regidores de la dicha villa; e por la villa de Bonilla, el señor Pedro maldonado e Pero Gómez Xaro e Juan de Chaves, regidores de la dicha villa de Bonilla, e Fernando Gómez de la Vega, procurador de la dicha villa de Piedrahíta; en ante los testigos de yuso escriptos, los dichos señores ordenaron e asentaron e capitularon, entre las dichas villas gobernaçión e vezindad dentrellas, las cosas e capítulos siguientes, que adelante dirá en esta guisa:Primeramente mandaron..........que qualquier vezino de dichas villas e sus tierras que cortaren pie de enzina en los montes de cualquiera de las dichas villas........paguén de pena çien maravedíes de día, e de noche sea esta dicha pena doblada.............................que cualquiera que cortare pie de roble... pague de pena çincuenta maravedíes de día.......

## Demografía
Mesegar de Corneja cuenta con una población de 66 habitantes (INE 2024).
| Gráfica de evolución demográfica de Mesegar de Corneja entre 1842 y 2021                                                                                        |
| |
| Población de derecho según los censos de población del INE. Población de hecho según los censos de población del INE.En este censo se denominaba Mesegar: 1842. |

## Monumentos y lugares de interés
La Iglesia de Santa María de Mesegar se levantó a mediados del siglo XVI, y su capilla mayor se remata en bóveda de perfecta factura. La torre de sus pies repite las características de las de los lugares cercanos y está reparada con grandes grapas de hierro. Nos es conocido que sus maestro constructor fue Diego de Vandadas, que cobró por mano de obra 340 ducados. El retablo que aparece en la capilla mayor es obra del villafranquino Juan Antonio Herrera, que en el año 1752 cobró, solo por su dorado, la cantidad de 700 reales. También intervinieron en la fábrica los maestros Diego Gómez de Cisneros, el cual, en el año 1613, construyó y doró la custodia, y Felipe Gómez, que en 1613 hizo la imagen de la Virgen y una urna para el sacramento.